# Штенгель, Франциска фон
Франциска фон Штенгель (нем. Franziska Freiin von Stengel; 6 мая 1801, Мангейм — 27 мая 1843, Мангейм) — немецкая писательница.

## Биография
Родилась в семье канцлера Верховного суда Бадена Эрнста фон Штенгеля. Получила хорошее домашнее образование. После смерти матери взяла на себя заботу о домашнем хозяйстве, воспитании младших братьев и сестёр, и не смогла получить высшее образование.
С юности увлекалась поэзией, пробовала сочинять небольшие стихи.
В 1823 году вышла замуж за учёного Карла Фридриха Филиппа фон Марциуса. Их сын, Карл Александр фон Мартиус (1838—1920) был успешным химиком, известным как один из основателей крупной компании — производителя фотоматериалов Agfa-Gevaert.
Автор ряда исторических романов:
- «Das Diadem u. der Blütenkranz» (1826);
- «Monika, die Gottgeweihte» (1828);
- «Adrienne» (1829);
- «Die letzte Zaoplya» (1831);
- «Die Assassinen, oder: Die Eroberung der Königsperle durch den Bund der Blutigen» (1832);
- «Der Fürst und die Bäuerin» (1833);
- «Maximilian Emanuel und seine Bayern» (1835);
- «Otto von Oldesloe» (1838);
- «Karl Ludwig, Kurfürst von der Pfalz u. Luise v. Degenfeld» (1838);
- «Der Bäckerjunge» (1841);
- «Die Letzten Zähringer» (1842);
- «Das apulische Kind» (1843);
- «Wildhanns» (1843);
- «Die Rose von Innsbruck» (1844).